# Сідничні м'язи
Сідничні м'язи (лат. musculi glutei) — група трьох м'язів, які розміщуються навколо головки стегнової кістки: малий сідничний м'яз, середній сідничний м'яз, великий сідничний м'яз.

## Структура

### Великий сідничний м'яз
Великий сідничний м'яз (m. gluteus maximus) — найбільший із трьох м'язів. За формою нагадує ромб. Великий сідничний м'яз починається від зовнішньої поверхні крила клубової кістки, крижової та куприкової кісток. Прикріплюється до сідничної горбистості стегнової кістки. Розгинає і супінує стегно, розгинає таз відносно стегна при розгинанні тулуба із зігнутого положення, підтримує вертикальне положення тіла.

### Середній сідничний м'яз
Середній сідничний м'яз (m. gluteus medius) розташований під великим сідничним м'язом і починається на зовнішній поверхні крила клубової кістки спереду від великого сідничного м'яза й частково прикритий ним. Прикріплюється до великого вертлюга стегнової кістки. Відводить стегно. Передні пучки стегно пронують, задні — супінують.

### Малий сідничний м'яз
Малий сідничний м'яз (m. gluteus minimus) починається на зовнішній поверхні крила клубової кістки під середнім сідничним м'язом. Прикріплюється до великого вертлюга стегнової кістки. Виконує ту саму функцію, що і середній сідничний м'яз.

## Клінічне значення
При тривалому перебуванні в положені сидячи може призвести до сідничних м'язів атрофії шляхом постійного тиску та інактивації. Це може бути пов'язано з (хоча не обов'язково) болем у попереку, труднощами з деякими рухами, які, природно, вимагають сідничних м'язів, наприклад, підйом з вихідного положення сидячи та підйом по сходах.

## Зображення

Великий сідничний м'яз
Середній сідничний м'яз
Малий сідничний м'яз